# غوستافو راميريز
غوستافو راميريز (بالإسبانية: Gustavo Ramírez) (9 يناير 1984 في باراغواي - ) هو مدرب كرة قدم ولاعب كرة قدم باراغواياني في مركز الهجوم. لعب مع نادي 12 أكتوبر لكرة القدم.

## وصلات خارجية
- غوستافو راميريز على موقع الاتحاد الدولي (مؤرشف)  (الإنجليزية)
- غوستافو راميريز على موقع قاعدة بيانات كرة القدم.إي يو (الإنجليزية)
- غوستافو راميريز على موقع Soccerway.com (الإنجليزية)
- غوستافو راميريز على موقع عالم كرة القدم.نت (الإنجليزية)